# Adam Duncan, 1:e viscount Duncan

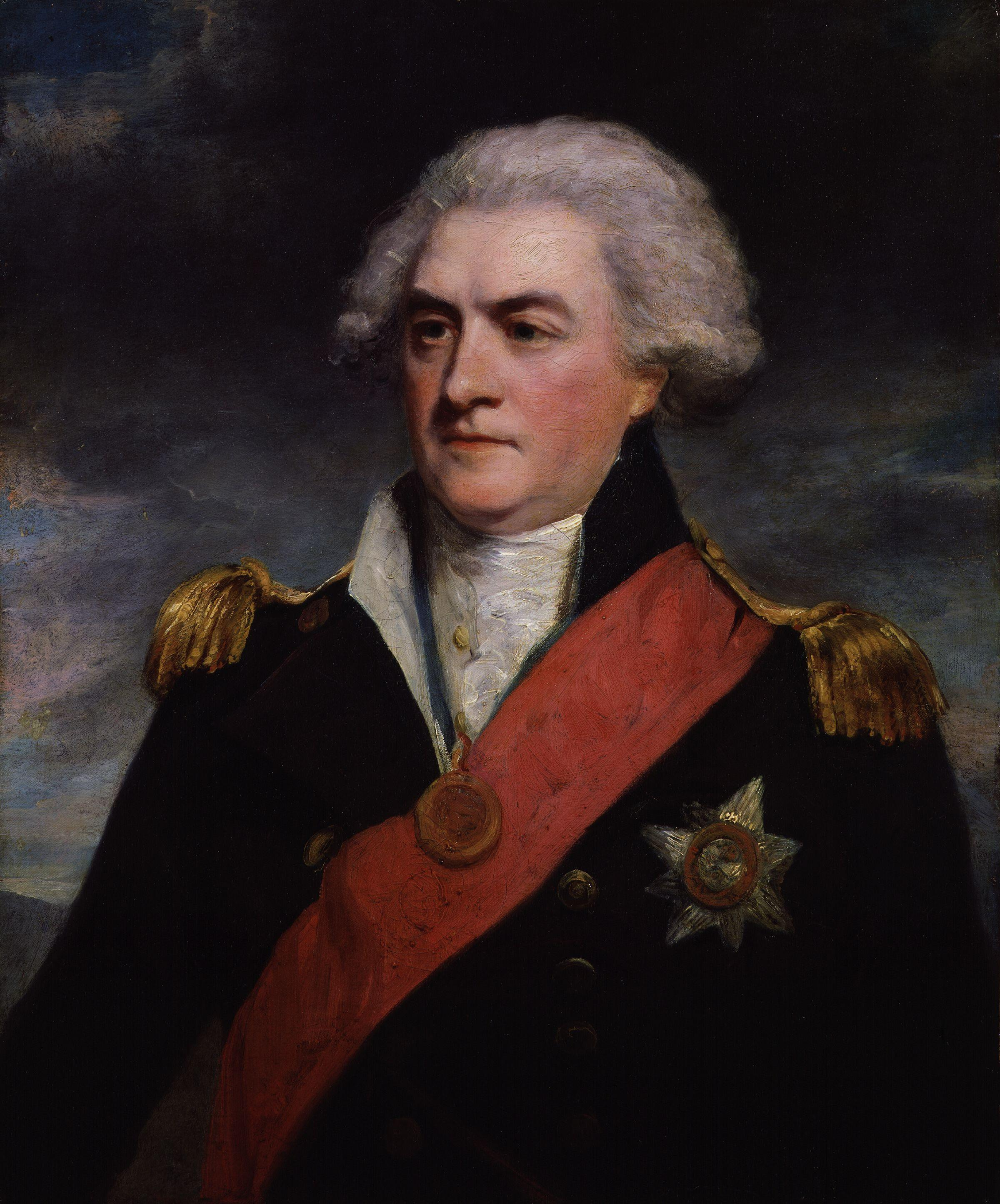
Adam Duncan, 1:e viscount Duncan.

Adam Duncan, 1:e viscount Duncan av Camperdown, född 1 juli 1731, död 4 augusti 1804, var en brittisk amiral.
Duncan blev sjöofficer 1755 och viceamiral 1795. I februari 1795 blev han överbefälhavare över den brittiska Nordsjöflottan. Duncan besegrade den nederländska flottan utanför Camperdown (norr om Haarlem) den 11 oktober 1797. Denna vinst räknas som en av mest betydande åtgärderna i marinhistorien.